# Assembleia Legislativa das Ilhas Malvinas
A Assembleia Legislativa das Ilhas Malvinas (Legislative Assembly of the Falkland Islands) é a sede do poder legislativo do território britânico ultramarinho das Ilhas Malvinas.
A Assembleia consiste de 11 membros, sendo 8 membros eleitos, 2 ex-membros e o presidente, os mandatos são de 4 anos, contudo, a assembleia pode ser dissolvida pelo Governador, é dividido em 2 círculos eleitorais (Stanley e Camp). As reuniões são transmitidas ao vivo pela Falkland Islands Radio Service.